# 気多郡 (鳥取県)
- 令制国一覧 > 山陰道 > 因幡国 > 気多郡
- 日本 > 中国地方 > 鳥取県 > 気多郡

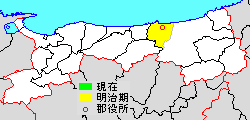
鳥取県気多郡の位置

気多郡（けたぐん）は、鳥取県（因幡国）にあった郡。

## 郡域
1879年（明治12年）に行政区画として発足した当時の郡域は、鳥取市の一部（気高町各町・鹿野町各町・青谷町各町）にあたる。

## 古代
郡家は大坂郷内に所在していたとされ、発掘調査によって上原遺跡（現・鳥取市気高町上原）に比定されている。また、鳥取市気高町上光にある戸島遺跡も古代の官衙跡として発掘されており、坂本郷の郷衙跡とする説もあるが、確定までには至っていない。このほか、所在地は不明であるが、郡内には山陰道の柏尾（かしわお）駅が設けられていた。

### 郷
『和名類聚抄』に記される郡内の郷。
- 大原郷
- 坂本郷
- 口沼郷（かぬ — ）
- 勝見郷（かちみ — ）
- 大坂郷
- 日置郷
- 勝部郷

### 式内社
『延喜式』神名帳に記される郡内の式内社。
| 神名帳             | 神名帳              | 神名帳 | 神名帳 | 比定社     | 比定社                       | 比定社 | 集成 |
| 社名               | 読み                | 格     | 付記   | 社名       | 所在地                       | 備考   | 集成 |
| ------------------ | ------------------- | ------ | ------ | ---------- | ---------------------------- | ------ | ---- |
| 気多郡 5座（並小） |                     |        |        |            |                              |        |      |
| 利川神社           | ハヤカハノ トシカハ | 小     |        | 利川神社   | 鳥取県鳥取市青谷町早牛855    |        |      |
| 幡井神社           | ハタヰノ            | 小     |        | 幡井神社   | 鳥取県鳥取市青谷町絹見802    |        |      |
| 加知弥神社         | カチミノ            | 小     |        | 加知彌神社 | 鳥取県鳥取市鹿野町寺内155-1  |        |      |
| 板井神社           | イタヰ              | 小     |        | 板井神社   | 鳥取県鳥取市気高町奥沢見1292 |        |      |
| 志加奴神社         | シカヌノ            | 小     |        | 志加奴神社 | 鳥取県鳥取市気高町宿527      |        |      |
| 凡例を表示         |                     |        |        |            |                              |        |      |

## 中世から近代
郡域については近世に若干の変更がなされ、内海村・沢見（そうみ）村が高草郡に編入されている。

### 近代以降の沿革
- 明治初年時点で、概ね全域が因幡鳥取藩領であった。「旧高旧領取調帳」に記載されている村は以下の通り。●は村内に寺社領が存在。（1宿81村）

●母木村、酒津村、新町宿、●奥沢見村、富吉村、常松村、下光元村、●馬場村、戸島村、塚手村、西分村、広木村、閉野村、末用村、●志加奴村、水谷村、●宿村、土居村、重高村、二本木村、下坂本村、日光村、浜村、宮川村、沢田村、湯村、福田村、梶掛村、重山村、岡井村、木梨村、●宮方村、中園村、●寺内村、●今市村、玉川村、●鷲峯村、河内村、小別所村、●殿村、飯里村、下石村、上原村、山宮村、橋詰村、●新宮村、会下村、郡家村、高江村、下原村、●八幡村、●姫路村、姉泊村、●芦崎村、●潮津村、●青屋村、露谷村、善積村、小平田村、山崎村、養郷村、奥谷村、●大坪村、蔵内村、●早牛村、山根村、河原村、小畑村、●桑原村、澄水村、楠根村、紙屋村、田原谷村、八葉寺村、●鳴滝村、北河原村、山田村、亀尻村、吉川村、井手村、長和瀬村、絹見村
- 明治4年7月14日（1871年8月29日） - 廃藩置県により鳥取県の管轄となる。
- 明治7年（1874年）12月3日 - 湯村が改称して勝見村となる[2]。
- 明治9年（1876年）8月21日 - 第2次府県統合により島根県の管轄となる。
- 明治10年（1877年）5月22日[2]（77村）（1宿65村）
  - 母木村が新町宿を合併のうえ改称して宝木宿となる。
  - 馬場村・戸島村・塚手村・西分村が合併して上光村となる。
  - 梶掛村・重山村が合併して乙亥正村となる。
  - 岡井村・木梨村が合併して岡木村となる。
  - 橋詰村・新宮村が合併して睦逢村となる。
  - 姫路村・姉泊村が合併して八束水村となる。
  - 芦崎村・潮津村・青屋村が合併して青谷村となる。
  - 善積村・小平田村が合併して善田村となる。
  - 山崎村・奥谷村が合併して奥崎村となる。
  - 宮川村が浜村に、沢田村・福田村が勝見村に、玉川村が今市村にそれぞれ合併。
- 明治12年（1879年）1月12日 - 郡区町村編制法の島根県での施行により行政区画としての気多郡が発足。郡役所が勝見村に設置[3]。
- 明治13年（1880年）11月20日 - 甲第192号布達により、気多郡役所を高草郡役所に統合して吉岡村（後の吉岡村大字吉岡）に設置[3]。
- 明治14年（1881年）9月12日 - 鳥取県の管轄となる。

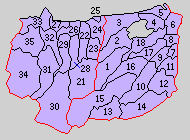
21.鹿野村 22.瑞穂村 23.光元村 24.宝木村 25.酒津村 26.正条村 27.八束水村 28.勝谷村 29.逢坂村 30.小鷲河村 31.日置村 32.日置谷村 33.青谷村 34.勝部村 35.中郷村（紫：鳥取市 1 - 18は高草郡）

- 明治22年（1889年）10月1日 - 町村制の施行により、以下の各村が発足。全域が現・鳥取市。（15村）
  - 鹿野村 ← 広木村、閉野村、志加奴村、末用村、水谷村
  - 瑞穂村 ← 宿村、土居村、重高村、二本木村、下坂本村、日光村
  - 光元村 ← 上光村、下光元村
  - 宝木村 ← 奥沢見村、宝木宿、富吉村、常松村
  - 酒津村（単独村制）
  - 正条村 ← 浜村、勝見村、八幡村、下原村
  - 八束水村（単独村制）
  - 勝谷村 ← 今市村、宮方村、岡木村、乙亥正村、寺内村、中園村
  - 逢坂村 ← 下石村、殿村、飯里村、上原村、山宮村、睦逢村、会下村、郡家村、高江村
  - 小鷲河村 ← 小別所村、鷲峯村、河内村
  - 日置村 ← 早牛村、山根村、河原村、小畑村
  - 日置谷村 ← 蔵内村、善田村、大坪村、奥崎村、養郷村
  - 青谷村 ← 青谷村、井手村、長和瀬村
  - 勝部村 ← 八葉寺村、田原谷村、紙屋村、楠根村、澄水村、桑原村
  - 中郷村 ← 鳴滝村、北河原村、山田村、亀尻村、吉川村、絹見村、露谷村
- 明治29年（1896年）4月1日 - 郡制の施行により、高草郡・気多郡の区域をもって気高郡が発足。同日気多郡廃止。

## 行政
島根県気多郡長
| 代                                                                                            | 氏名     | 就任年月日                | 退任年月日                                              | 備考             |
| --------------------------------------------------------------------------------------------- | -------- | ------------------------- | ------------------------------------------------------- | ---------------- |
| 1                                                                                             | 梶川弥平 | 明治12年（1879年）1月10日 | 明治13年（1880年）11月20日 （辞令上での免官は12月17日） | 高草郡役所に統合 |
| 参考文献 - 初代郡長の経歴（補遺）―気多郡長・梶川弥平の事例―（鳥取県立公文書館研究紀要 第5号） |          |                           |                                                         |                  |

郡役所統合後の歴代高草気多郡長は高草郡を参照。